# Leucostethus alacris
Leucostethus alacris – gatunek płaza z neotropikalnej rodziny drzewołazowatych (Dendrobatidae). Jego łaciński epitet gatunkowy oznacza w tym języku „żywa, ognista, gorliwa, radosna, żwawa” (alacris to przymiotnik rodzaju żeńskiego).

## Występowanie
L. alacris jest gatunkiem endemicznym spotykanym jedynie w Kolumbii. Znany jest tylko z miejsca typowego w gminie El Tambo w departamencie Cauca w południowo-zachodniej części kraju.
Jego środowisko stanowią okolice rzek i strumieni w lasach na terenach górskich w klimacie tropikalnym i subtropikalnym. Miejsce typowe znajduje się na wysokości 1400 m n.p.m.